# Гомерівський мінімум
Гомерівський мінімум — довготривалий мінімум сонячної активності, який розпочався близько 2800 років тому (близько 800 р. до н. е.) і тривав приблизно 200 років. Цей період отримав назву на честь Гомера, який, імовірно, жив саме тоді. Ймовірно, цей мінімум спричинив такі зміни клімату, як збільшення опадів у Західній Європі та зменшення опадів у Східній Європі. Деякі з цих змін, за припущеннями дослідників, знайшли відображення в грецькій міфології та Старому Завіті.

## Події на Сонці
Гомерівський мінімум — це стійкий і глибокий великий сонячний мінімум, що тривав приблизно між 800 і 600 роками до нашої ери. Відкладення космогенного берилію-10 у варвах німецького озера демонструють різке збільшення на 2759 ± 39 роках до теперішнього часу, натомість як вміст вуглецю-14 є високим, починаючи приблизно з 830 року до н. е. Це схоже на мінімум Шперера близько 1500 року нашої ери. Його іноді називають «Великим сонячним мінімумом» або «Гомерівським великим сонячним мінімумом». Його було поділено на сильніший мінімум, що відбувся 2750—2635 років тому, та вторинний мінімум, що відбувся 2614—2594 роки тому. Гомерівський мінімум іноді вважають частиною довшого сонячного мінімуму «Гальштаттцайт» у 705—200 р. до н. е., який також включає другий мінімум між 460 і 260 р. до н. е. Однак Гомерівський мінімум також збігся зі зміщенням магнітного поля Землі під назвою «Етруссія-Стерно», яке, можливо, змінило реакцію клімату на Гомерівський мінімум. Втім назва «Гомерівський мінімум» не є загальноприйнятою у фізиці Сонця.

## Механізми зміни клімату
Коливання сонячного випромінювання впливають на клімат здебільшого не через зміни інсоляції (досить малі), а через відносно великі зміни ультрафіолетового випромінювання, а також опосередковано через модуляцію космічних променів. 11-річний цикл сонячної активності помітно впливає на погоду й атмосферу, але й довші зміни клімату також бувають пов'язані зі змінністю Сонця. Можливо, що похолодання в Північній Атлантиці передувало Гомерівському мінімуму, натомість як час зміни літніх мусонів у Східній Азії добре збігається з часом Гомерівського мінімуму.

## Вплив на людство
Дискусії щодо того, чи відбулося погіршення клімату протягом цього часу, розпочалися вже наприкінці XIX століття. Гомерівський мінімум пов'язують з фазою зміни клімату відомою як Гомерівська кліматична аномалія або Гомерівське кліматичне коливання. У цей час західна частина Північної Америки та Європа стали холоднішими, але питання про те, чи стали вони сухішими, чи вологішими, є предметом дискусій. Можливо, Північна Атлантика стала вологішою, а Східна Європа — сухішою. Це кліматичне коливання було названо «Гомерівським кліматичним коливанням», «подією 850 р. до н. е.» або «подією 2,8 кілороків», і його пов'язують з похолоданням залізної доби, занепадом Урартського царства у Вірменії та перервою в культурі в Ірландії, хоча його вплив на Ірландію досі обговорюють.
Людські культури в той час зазнавали змін, які також збігаються з переходом від бронзової до залізної доби. Кліматичні наслідки цього тривалого сонячного мінімуму, можливо, мали суттєвий вплив на тогочасні людські суспільства, зокрема на адаптацію до зміненого клімату та відновлення суспільств після його закінчення. Збільшення кількості опадів у Фракії та над євразійськими степами під час гомерівського мінімуму, можливо, сприяло заснуванню Візантія та розвитку скіфів відповідно, проте культурні зміни в євразійській кобанській культурі пов'язують з гомерівським мінімумом.
Існує припущення, що деякі стародавні літературні посилання стосуються цих явищ. Наприклад, у цей період на горі Олімп зростав льодовик, тоді як грецька міфологія й Гомер згадують про лід та шторми на горі, що також може бути відображено в назві «Олімп». Підвищена активність полярних сяйв наприкінці гомерівського мінімуму, можливо, надихнула Єзекиїла на опис видіння Бога у Старому Завіті.

## Інші ефекти
З гомерівським мінімумом пов'язують різноманітні явища:
- Все холодніший, вологіший і вітряніший клімат, зафіксований у Мерфельдському маарі[en] у Німеччині[34], де Гомерівський мінімум пов'язують із постійною зміною клімату[35]. Вологіший клімат також зафіксований у болоті в Нідерландах[36]; на території сучасної Чехії, де також стало холодніше; а також на Британських островах[22].
- Збільшення площі озер і поширення хвойних лісів на південь на заході Північної Америки[16].
- Падіння рівня моря під час Гомерівського мінімуму[37].
- Зростання сили вітрів у Шотландії, Англії та Швеції[38][23].
- Посилення опадів на півночі Іберії. Це зростання відбулося за кілька десятиліть після Гомерівського мінімуму, і підвищення вологості фіксувалося також після інших мінімумів сонячної активності[39].
- Низькі температури поверхні моря[en] в затоці Санта-Барбара в Каліфорнії та холодний період у дендрохронологічних даних гори Кемпіто. Загалом Гомерівський мінімум пов'язують із холодним кліматом у Каліфорнії[9].
- Зменшення різниці атмосферного тиску між Ісландією та субтропіками, тобто зменшення індексу Північноатлантичної осциляції[40], яке тривало й після завершення Гомерівського мінімуму[41].
- Похолодання також фіксується в Азії та Південній півкулі[42].
- Підвищення вітряності в озерах Західної Європи[43].
- Бурхливіші пориви вітру[en] навесні в Європі та збільшення проривів холодного повітря у Східній Азії[44].
- Підняття рівня ґрунтових вод у Нідерландах[43].
- Ослаблення мусонів у Східній Азії[45], Індії та Тибеті[46].
- Вологіший клімат у Центральній Азії[47].
- Підняття рівня води в Каспійському морі[47].
- Підвищення рівня води в озерах Французької Юри[43].
- Похолодання в Іонічному морі[28].
- Частіші повені та бурі в Альпах[48].
- Посушливий період у Східному Середземномор'ї, зокрема в Єрусалимі, на озері Ван[24] та Мертвому морі, ймовірно, збігається з Гомерівським мінімумом, хоча механізми цього залишаються неясними[49].
- Розширення льодовиків на Кавказі[24].
- Холодний і посушливий клімат у Вірменії[24].
- Посилення ерозії русла річки Сор[en][50].
- Збільшення повеней на річці Аммер[en][43].
- Збільшення утворення вуглецю-14 і берилію-10 під дією космічних променів, зафіксоване у Гренландії[3]. Сплеск вуглецю-14 також зафіксовано в інших регіонах і він є найбільшим з 2000 року до н. е., перевищуючи Маундерівський мінімум[25]. З Гомерівським мінімумом пов'язане так зване Галльштаттське плато[en] — аномалія у виробленні вуглецю-14, яка створює значні неточності у радіовуглецевому датуванні тогочасних зразків[51].
- Перехід від суббореального до субатлантичного кліматичного періоду у послідовності Блітта — Сернандера близько 2800 років тому[3].
- З Гомерівським мінімумом пов'язують просування льодовика «Гешенен I» в Альпах[43][52].
- Зміна частоти бур на Новошотландському шельфі[en][53].
- Посилення опадів в Сицилії[6].
- Подія Бонда 2 пов'язана з Гомерівським мінімумом[54].
- Холодна і суха погода в Китаї, відображена в історичних джерелах, таких як Бамбукові аннали[54].
- Холодніший клімат у Хінганських горах Китаю[55].
- Посилення стоку води на Корсиці[21].